# Pendueles
Pendueles es una parroquia del concejo asturiano de Llanes (España). 
Está situada en la rasa costera del concejo, en su extremo nororiental tiene una extensión de 8,18 km². Limita al norte con el mar Cantábrico, al sur con las parroquias llaniscas de Tresgrandas y Carranzo, al oeste con la de Vidiago y al este con el concejo de Ribadedeva. Tiene una población de 225 habitantes, que se reparten ente los lugares de Buelna y Pendueles.
Pendueles, capital de la parroquia, se divide en varios barrios: Raos, Berines, La Laguna, Trey, El Valle, La Venta y Las Cocheras.

## Arquitectura

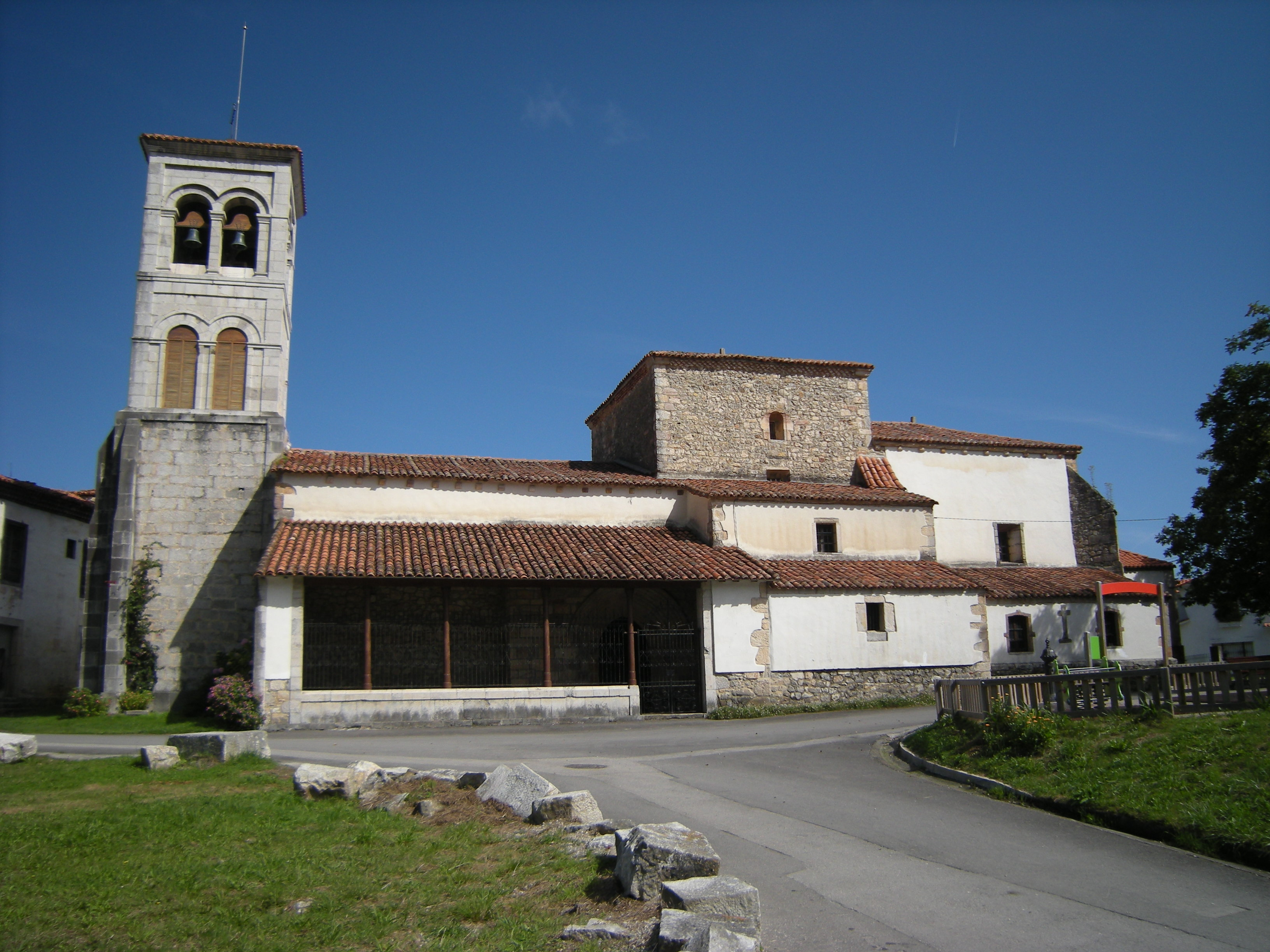
La iglesia de San Acisclo

- Palacio del conde del Valle de Pendueles, del siglo XVIII.

- Palacio de Mendoza Cortina (casona de indianos construida en el siglo XIX en ruinas).

- Casona de Verines o casona de los irlandeses, otra casa de indiano, construida a principios del siglo XX. La venta de Verines.[3]

Iglesia de San Acisclo, edificio gótico de los siglos XIII-XIV. Posee importantes reformas y añadidos en los siglos XVIII y XIX, como la torre de campanas, costeada por el indiano Francisco de Mendoza Cortina.

## Playas
Dentro de la parroquia de Pendueles se encuentran la playa de Castiello y la de Puerto de Bretones.

## Fiestas
El pueblo de Pendueles tiene 3  fiestas, las principales son las de la Sacramental el 17,18 y 19 de agosto, San Acisclo (en noviembre) y San Antonio (en junio).